# 1968年グルノーブルオリンピックの東ドイツ選手団
1968年グルノーブルオリンピックの東ドイツ選手団（1968ねんグルノーブルオリンピックのひがしドイツせんしゅだん）は、1968年2月6日から2月18日まで、フランスのグルノーブルで開催された1968年グルノーブルオリンピックの東ドイツ選手団、およびその競技結果。

## 概要
冬季オリンピックの1956年コルチナ・ダンペッツオオリンピックから夏季オリンピックの1964年東京オリンピックまで、東ドイツは西ドイツとともに合同チームを結成しオリンピックの東西統一ドイツ選手団として参加していたが、今大会から東ドイツ単独での参加となった。
今大会では、金メダル1個、銀メダル2個、銅メダル2個の合計5個のメダルを獲得した。

## メダル
| メダル | 選手名                                | 競技               | 種目         |
| ------ | ------------------------------------- | ------------------ | ------------ |
| 金     | クラウス・ボンザック トーマス・ケラー | リュージュ         | 男子2人乗り  |
| 銀     | ガブリエル・ザイフェルト              | フィギュアスケート | 女子シングル |
| 銀     | トーマス・ケラー                      | リュージュ         | 男子1人乗り  |
| 銅     | アンドレアス・クンツ                  | ノルディック複合   | 男子個人     |
| 銅     | クラウス・ボンザック                  | リュージュ         | 男子1人乗り  |